# Беспрозванный, Леонид Владимирович
Леонид Владимирович Беспрозванный (6 мая 1933, Иркутск — 16 февраля 2012, Ангарск) — режиссёр, журналист, писатель.

## Биография
Родился 6 мая 1933 года в городе Иркутске. В 1956 году переехал в город Ангарск и с этого года судьба Леонида Владимировича связана с Ангарском. С 1956 по 1960 год работал в редакции газеты «Знамя коммунизма». С 1958 года Леонид Беспрозванный работал во Дворце культуры нефтехимиков. Сначала руководил художественными агитбригадами «Фильтр» и «Синяя птица», после чего являлся бессменным режиссёром театра «Чудак».
Получил два высших образования: филологическое — Иркутский государственный университет, 1956 г., режиссёрское — Московское Высшее театральное училище имени Щукина, 1968 г.
Постоянный сотрудник городских газет «Время», «Свеча» и других, режиссёр, писатель.

## Творческая деятельность
Руководитель агитбригад «Фильтр» и «Синяя птица». Член союза журналистов (с 1957 года). Создатель и режиссёр театра «Чудак». Автор фестиваля «Ангарская оттепель». Его стараниями в 1990 году в Утулике открылся фестиваль «Театральная осень на Байкале».

### Изданные книги
- «Фильтр на боевом посту» (Иркутск, 1967)
- «И лишь потом…» (Иркутск, 1977)
- «Муза на досуге» (Иркутск, 1990)
- «Вечера в театральном кафе» (Москва, 1993)
- «Упражнение для души» (Москва, 1993)
- «Сто кроликов: записки режиссёра любительского театра» (Иркутск, 1996)
- "Уроки и откровения «Театральная осень на Байкале» (Ангарск, 1999)
- «Мой алфавит: записная книжка режиссёра» (Ангарск, 1999)
- «Вскочило в память…» (Иркутск, 2002)
- «Хлеб, любовь и фантазия» (Ангарск, 2004)
- «Отпечатки» (Ангарск, 2005)
- «Залепухи и залепушечки» (Ангарск, 2011)
- «Зимнее время» (Ангарск, 2012)
- «Родина души: осколки воспоминаний разных лет» (Иркутск, 2012)

## Награды
- Заслуженный работник культуры РФ;
- Знак ВЦСПС «За достижения в самодеятельном искусстве»;
- Почётный гражданин города Ангарска (июнь 2007) — за выдающиеся заслуги в развитии культуры города Ангарска.